# 부흐라인
부흐라인(독일어: Buchrain)은 스위스 루체른주의 루체른구에 있는 자치체이다.

## 역사
부흐라인은 1257년에 Buochren으로 처음 언급되었다.

## 지리
부흐라인의 면적은 4.8k㎡이다. 이 지역의 49.5%는 농업용으로 사용되며 17.1%는 산림이다. 나머지 토지 중 27.3%는 정착지(건물 또는 도로)이고 나머지(6.1%)는 비생산적(강, 빙하 또는 산)이다. 1997년 토지조사에서, 전체 토지 면적의 17.15%가 산림이었다. 농경지 중 43.72%는 경작이나 목초지에 사용되며 5.86%는 과수원이나 포도나무 작물에 사용된다. 정착지 중 10.04%는 건물로, 3.77%는 산업, 1.46%는 특별 개발, 2.72%는 공원 또는 녹지, 9.41%는 교통 기반 시설로 구성되어 있다. 비생산적인 지역 중 0.21%는 비생산적인 고인 물(연못 또는 호수), 4.81%는 비생산적인 흐르는 물(강), 0.84%는 기타 비생산적인 토지이다.
시정촌은 로이스강과 론강 사이의 훈트슈뤼겐으로 알려진 고지대에 있다. 부흐라인의 선형 마을, 라이시바흐의 작은 마을 및 펠를렌의 산업 단지로 구성된다.

## 인구통계
부흐레인의 인구(2020년 12월 31일 기준)는 6,400명이다. 2007년 기준으로 전체 인구의 17.9%가 외국인이다. 지난 10년 동안 인구는 12.8%의 비율로 증가했다. 2000년 기준, 인구 대부분은 독일어(87.8%)를 사용하며, 세르보-크로아티아어가 두 번째로 많이 사용(3.5%)하고, 이탈리아어가 세 번째(1.8%)이다.
2007년 선거에서 가장 인기 있는 정당은 27.4%의 득표율을 기록한 SVP였다. 다음으로 가장 인기 있는 세 정당은 FDP (23.5%), CVP (22.5%), SPS (16%)였다.
부흐라인의 연령 분포는 다음과 같다. 1,459명(인구의 26.5%)이 0~19세이다. 1,373명(24.9%)이 20~39세, 2,041명(37%)이 40~64세이다. 노인 인구 분포는 502명 또는 9.1%가 65-79세, 119 또는 2.2%가 80-89세, 15명 또는 인구의 0.3%가 90세 이상이다.
전체 스위스 인구는 일반적으로 교육 수준이 높다. 부흐라인에서는 인구의 약 73.8%(25-64세)가 필수가 아닌 고등 교육 또는 추가 고등 교육(대학 또는 응용학문대학)을 완료했다.
2000년 현재 1,893가구 중 469가구(약 24.8%)가 1인 가구이다. 184명(약 9.7%)은 5인 이상의 대가족이다. 2000년 기준으로 시정촌에는 725개의 주거용 건물이 있으며 그 중 673개는 주택으로만 건축되었으며 52개는 주상복합 건물이었다. 자치단체에는 단독주택 462채, 다가구주택 62채, 다가구주택 149채가 있었다. 대부분의 주택은 2층(304) 또는 3층(242)층 구조였다. 단층 건물은 27채, 4층 이상 건물은 100채에 불과했다.
부흐라인의 실업률은 1.82%이다. 2005년 기준으로 1차 경제 부문에 57명이 고용되어 있고, 이 부문에 약 13개 기업이 관여하고 있다. 555명이 2차 부문에 고용되어 있고, 이 부문에 37개의 기업이 있다. 853명이 3차 부문에 고용되어 있으며, 이 부문에는 99개의 기업이 있다. 2000년 기준으로 자치단체 인구의 53.2%가 일정 수준으로 고용되었다. 같은 기간 여성은 전체 노동력의 41.8%를 차지했다.
2000년 인구 조사에서 부흐라인의 종교 회원은 다음과 같았다. 3,351명(67.3%)은 로마 가톨릭교도이고 670명(13.5%)은 개신교도이며 217명(4.36%)은 다른 기독교 신앙을 갖고 있다. 4명의 개인(인구의 0.08%)이 유대인이다. 이슬람교도는 280명(인구의 5.63%)이다. 나머지 중; 다른 종교에 속한 개인은 37명(0.74%), 조직화된 종교에 속하지 않은 사람은 315명(6.33%), 응답하지 않은 사람은 102명(2.05%)이었다.
역사적 인구는 다음 표에 나와 있다.
Quellen: 1798–1837: Helvetische und kantonale Volkszählungen; Bundesamt für Statistik; 1850 bis 2000 Volkszählungsergebnisse, 2010 ESPOP, seit 2011 STATPOP

## 교통
부흐라인 지자체는 (루체른-)에비콘-부흐라인-페를렌(-기지콘-루트) 버스 노선(루체른 교통공사 라인 22)으로 대중 교통과 연결되어 있다. 2004년 12월 12일 시간표가 변경된 이후 부흐라인은 추크-루체른선에 자체 루체른 S-반 역인 부흐라인역을 운영하고 있다.
2011년 6월 22일부터 부흐라인이 연결된 A14 고속도로와 인빌에서 에비콘까지의 주 도로가 지자체를 통과한다.